# عبد الرحمن السعيد
عبد الرحمن السعيد (بالإنجليزية: abdurahman Al-Saeed )‏؛ مواليد 7 أغسطس 1991 في الرياض، السعودية، هو لاعب كرة قدم سعودي.

## مسيرة اللاعب
كانت بداياته مع نادي الهلال في الفئات السنية وانتقل إلى نادي الوحدة في عام 2013 أعاره الوحدة إلى نادي الحزم في مطلع عام 2017 و في صيف 2017 انتقل إلى نادي الحزم و تنازل عنه الحزم إلى نادي الكوكب و وقع مع نادي الشعلة في عام 2018 و وقع مع نادي الخليج في عام 2019 و انتقل إلى نادي الرياض في صيف 2020 و انتقل إلى نادي الانتصار في صيف 2021 و انتقل إلى نادي الريان في صيف 2022.

## روابط خارجية
- عبد الرحمن الصاعدي على موقع Soccerway.com (الإنجليزية)